# It's Happy Line
〈It's Happy Line〉은 일본 가수 YUI의 인디 싱글이다. 2004년 12월 24일에 Leaflet 레코드에서 2000장이 발매되었다.
수록곡 중 〈I Know〉는 소니 레코드에서 발매된 YUI의 앨범 《From Me to You》에 수록되었다. It's Happy Line은 YUI의 또 다른 싱글 〈Good-bye Days〉와 앨범 《My Short Stories》에 수록되었다.

## 곡 목록
1. It's Happy Line
2. I Know